# Districte de Shiki
El districte de Shiki (磯城郡, Shiki-gun) és un districte de la prefectura de Nara, a la regió de Kansai, Japó. El seu municipi més populós és la vila de Tawaramoto.

## Geografia
El districte de Shiki es troba localitzat al centre de la meitat nord de la prefectura de Nara. El districte de Shiki limita a l'oest amb el districte de Kita-Katsuragi i al nord-oest amb el districte d'Ikoma. El districte està format pels municipis de Kawanishi, Miyake i Tawaramoto, tots ells amb la categoria de vila.

### Municipis
| |          |          |          |
| \| Municipi \| Població \| Extensió \| Densitat \| \| ---------- \| -------- \| -------- \| -------- \| \| Kawanishi \| 8.335 \| 5,93 \| 1.406 \| \| Miyake \| 6.538 \| 4,06 \| 1.610 \| \| Tawaramoto \| 30.945 \| 21,09 \| 1.467 \| \| Total \| 45.818 \| 31,08 \| 1.474 \| |          |          |          |
| Municipi | Població | Extensió | Densitat |
| Kawanishi | 8.335    | 5,93     | 1.406    |
| Miyake | 6.538    | 4,06     | 1.610    |
| Tawaramoto | 30.945   | 21,09    | 1.467    |
| Total | 45.818   | 31,08    | 1.474    |

## Història
El districte de Shiki es va fundar l'1 d'abril de 1897 fruit de la fusió entre els districtes de Shikijō, Shikige i Toichi. L'1 d'agost del mateix any es va establir la seu del govern del districte a la vila de Miwa (actual ciutat de Sakurai). L'1 d'abril de 1923, es va abolir l'assemblea legislativa del districte i, poc temps després, l'1 de juliol de 1926 es va suprimir definitivament el govern del districte.

### Antics municipis
La següent és una llista dels antics municipis del districte amb l'enllaç al seus actuals municipis:
- Abe (安倍村) (1889-1954)
- Kaguyama (香久山村) (1889-1956)
- Sakurai (桜井町) (1889-1956)
- Miwa (三輪町) (1889-1955)
- Miminashi (耳成村) (1889-1956)
- Hase (初瀬町) (1889-1959)
- Kaminogō (上之郷村) (1889-1956)
- Shikishima (城島村) (1889-1942)
- Oda (織田村) (1889-1955)
- Kawahigashi (川東村) (1889-1956)
- Ō (多村) (1889-1956)
- Tōnomine (多武峰村) (1889-1954)
- Ōmiwa (大三輪町) (1955-1963)
- Daifuku (大福村) (1889-1956)
- Asakura (朝倉村) (1889-1954)
- Miyako (都村) (1889-1956)
- Hirano (平野村) (1889-1956)
- Yanagimoto (柳本町) (1889-1954)
- Makimuku (纏向村) (1889-1955)